# 達夫列卡諾沃

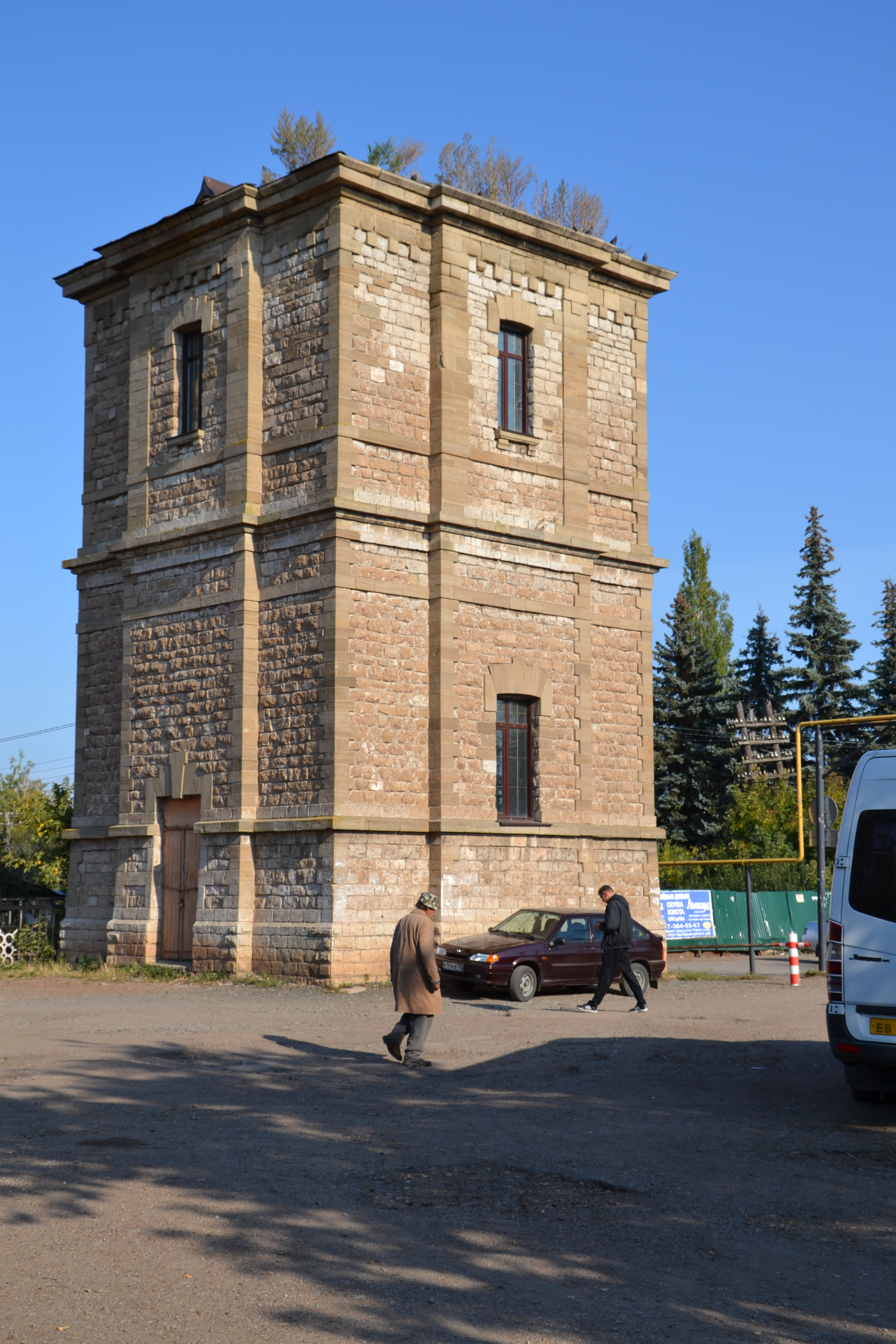
車站廣場的水塔

達夫列卡諾沃（俄语：Давлеканово），1942年建市，是俄羅斯巴什科爾托斯坦共和國的一座城市，毗鄰焦马河，位於首府烏法以西90（56英里）。2010年人口24,073人。

## 人口
達夫列卡諾沃的人口當中36%是俄羅斯人，32%是巴什基爾人，20%是鞑靼人，5%是楚瓦什人，5%是乌克兰人，2%屬其他種族。